# Yateras
Yateras ist ein Municipio im Südosten Kubas und gehört zur Provinz Guantánamo. Der Verwaltungssitz des Municipios befindet sich im Ort Palenque.

## Geografie
Das Municipio Yateras hat eine Gesamtfläche von 625,34 km². Es grenzt im Norden an die Provinz Holguín und schließt sich im Osten an das Municipio Baracoa, im Südosten an San Antonio del Sur, im Süden an Manuel Tames und im Westen an die Provinzhauptstadt Guantánamo an.

## Sehenswürdigkeiten
Zirka 24 km von Guantánamo entfernt auf der Finca San Lorenzo liegt das Freilichtmuseum „Museo Zoológico de Piedra“. Der aus einer Bauernfamilie stammende Bildhauer Ángel Iñigo Blanco schuf dort seit 1977 einen Park aus Steinfiguren, die Tierarten darstellen. So werden zum Beispiel Löwen, Schlangen, Tapire, Büffel, Nashörner und Gorillas den Besuchern präsentiert.

## Verkehr
Yateras (bis Palenque) ist durch eine Landstraße mit Manuel Tames und Guantánamo Stadt verbunden. Allgemein ist der übrige Teil des Municipios schlecht erschlossen.